# Christine Lagarde
Christine Madeleine Odette Lagarde (Parijs, 1 januari 1956) is sinds 1 november 2019 voorzitter van de Europese Centrale Bank. Daarvoor was zij directeur van het Internationaal Monetair Fonds (IMF), Frans politica van de UMP, advocate en zakenvrouw.

## Biografie

### Opleiding en zakelijke carrière
Lagarde werd geboren als Christine Lallouette in het 9e arrondissement, een wijk van Parijs. Ze is het oudste kind van Robert Lallouette, een universitair docent — die overleed toen ze zeventien jaar oud was — en lerares Nicole. Ze heeft drie jongere broers. Als tiener beoefende ze het synchroonzwemmen, waarin ze het tot het Franse nationale team bracht.
Ze volgde middelbaar onderwijs in Le Havre en Bethesda in de VS en liep stage in Washington D.C., als assistent van de Republikeinse politicus William Cohen. In Parijs voltooide ze haar rechtenstudie en ze behaalde een master aan het Institut d'études politiques d'Aix-en-Provence. Nadat ze in Parijs was toegelaten als advocaat, ging ze in 1981 bij het internationale advocatenkantoor Baker McKenzie werken. Lagarde specialiseerde zich in het arbeids- en mededingingsrecht en 'mergers & acquisitions'. Na een gestage carrière werd ze in 1999 benoemd tot bestuursvoorzitter van Baker McKenzie.

### Politieke carrière
In 2005 werd ze door Dominique de Villepin gevraagd voor de positie van gedelegeerd minister van Buitenlandse Handel. Haar wens was om de Franse arbeidswetgeving naar Angelsaksisch model te hervormen en te liberaliseren. Ze nam in deze periode deel aan onderhandelingen met de Wereldgezondheidsorganisatie.
Ze was minister van Buitenlandse Handel van 2005 tot 2007 en minister van Landbouw en Visserij van mei tot juni 2007. In het tweede kabinet-Fillon volgde ze Jean-Louis Borloo op als minister van Economische Zaken, een positie die ze ook vervulde in het derde kabinet-Fillon. Hiermee is ze de eerste vrouw die deze functie in een G8-land heeft bekleed.

#### Strafzaak
Op 4 augustus 2011 gaf het Franse Hof van Justitie van de Republiek de aanbeveling een onderzoek te openen naar haar rol bij de betaling van een schadevergoeding van 403 miljoen euro aan de zakenman Bernard Tapie in 2008. De betaling was het gevolg van een arbitrage in het geschil tussen Bernard Tapie en de Franse bank Crédit Lyonnais, rond de verkoop van de onderneming Adidas. Lagarde was toen minister van Financiën en Economische Zaken. Ze werd als getuige (‘témoin assisté’) in deze affaire verschillende malen ondervraagd door de politie. Ook vond er een huiszoeking plaats. Zelf ontkende ze iets fout te hebben gedaan. Op 19 december 2016 werd ze door het Hof schuldig bevonden aan strafbare nalatigheid, zonder dat dit echter tot een straf leidde of tot een inschrijving op haar strafregister, vanwege haar "persoonlijkheid" en "internationale reputatie". Het IMF liet weten achter haar te blijven staan.

### Directeur van het IMF
Op 28 juni 2011 werd Lagarde als eerste vrouw benoemd tot directeur van het Internationaal Monetair Fonds (IMF), ter vervanging van Dominique Strauss-Kahn. Zij nam deze positie op 5 juli 2011 in voor een periode van vijf jaar. In februari 2016 werd haar mandaat, vanaf juli, bij consensus door de raad van bestuur van het IMF voor vijf jaar verlengd. Ze had hierbij de steun van grote landen zoals de Verenigde Staten, Duitsland en uiteraard Frankrijk. Op 12 september 2019 legde zij haar functie bij het IMF neer.

### Voorzitter ECB
Op 1 november 2019 volgde zij Mario Draghi op als voorzitter van de Europese Centrale Bank. De benoeming geldt voor een periode van acht jaar waarmee Lagarde tot 2027 de ECB gaat leiden. Ook in deze functie was zij de eerste vrouw.

## Invloed
In 2009 stond Lagarde op de zeventiende plaats in een door Forbes Magazine samengestelde lijst van de meest invloedrijke vrouwen ter wereld. Time Magazine rekende haar in dat jaar tot de top honderd wereldleiders. De Wall Street Journal plaatste haar in 2009 op de vijfde plek in een lijst van de beste bestuursvrouwen van Europa. In augustus 2023 waarschuwde zij op de jaarlijkse bijeenkomst van centrale bankiers in Jackson (Wyoming) voor mogelijke instabiliteit in het internationale financiële systeem.

## Erkenning
Lagarde werd in 2000 benoemd tot ridder in het Franse Legioen van Eer en in 2012 bevorderd tot officier. Ze werd benoemd tot commandeur in de Franse Orde van Verdienste voor de Landbouw in 2008.
Op 29 oktober 2012 kreeg ze in Kortrijk een eredoctoraat van de KU Leuven.